# Responsabilidad patrimonial de las administraciones públicas en España
La responsabilidad patrimonial de las administraciones públicas es la obligación que tiene el Estado español de reparar o de responder por el daño causado por el funcionamiento de alguna de las administraciones. Esta responsabilidad patrimonial presupone la existencia de un daño que ha afectado al patrimonio de un sujeto y la existencia de un derecho o interés protegido.

## Responsabilidad Patrimonial de la Administración
Cuando el sujeto que causa el daño es una Administración Pública hablamos de responsabilidad patrimonial de la Administración; surge sin que exista contrato.
Las diferencias entre responsabilidad extracontractual y responsabilidad patrimonial de la Administración se deben a que en el Código Civil, cuando se regulan las relaciones de Derecho privado, la responsabilidad solamente se podrá exigir si media culpa o negligencia, mientras que en la responsabilidad patrimonial de la Administración se exige un resultado dañoso con independencia de que haya existido o no esa culpa o esa negligencia.
Los supuestos por los cuales se origina la responsabilidad patrimonial de la Administración son los siguientes:
1. Por funcionamiento normal o anormal de los servicios públicos, artículo 106 CE:[2] “los administrados tendrán derecho a ser indemnizados”. El daño se origina por el funcionamiento de un servicio público gestionado por la administración.
2. Por actos legislativos.
3. Por actuaciones judiciales, artículo 121 CE:[2] error judicial, prisión preventiva, funcionamiento anormal de la Administración de Justicia.

Estos supuestos se caracterizan porque el sujeto causante solamente puede ser el poder ejecutivo, legislativo o judicial, y el sujeto pasivo siempre es la Administración.
Para que exista responsabilidad patrimonial de la Administración debe existir, como se detallará más tarde, un daño efectivo, evaluable económicamente e individualizado, que sea imputable a una AP. Esta imputación puede ser por funcionamiento normal o anormal, o por acto o hecho jurídico, sin referencia alguna a la idea de culpa (siempre que medie entre el daño y el hecho o acto determinante de éste una relación de causalidad). Según la doctrina del Tribunal Supremo, de la que se puede resaltar una Sentencia de 20 de enero de 1984, para que exista responsabilidad administrativa, sólo hace falta “una actividad administrativa -por acción u omisión-, un resultado dañoso y una relación de causa a efecto entre aquella y éste, incumbiendo la prueba a quien reclama”.
Por tanto, el ámbito de la responsabilidad de la Administración, interpretado en términos objetivos, es amplísimo, ya que cubre daños físicos y morales, perjuicios derivados de actuaciones ilícitas de la Administración y también perjuicios derivados de actuaciones lícitas. En otras palabras: la Administración debe responder por todos los perjuicios que cause al administrado, siempre que no deban de ser asumidos por éste.
Con esto da comienzo una tendencia jurisprudencial que apenas pone trabas al reconocimiento de la responsabilidad de la Administración, hasta llegar a extremos no deseables como el de la STS de 14 de junio de 1991 en la que se condena a la Administración por la muerte de un paciente en un hospital, pese a que se reconoce que los cirujanos actuaron correctamente. Por eso, en los últimos años la doctrina jurisprudencial no es unánime, ya que hay otras sentencias que establecen matizaciones y límites a la responsabilidad de la Administración: se requiere el reconocimiento de una acción de responsabilidad particular que ampare, en cada caso concreto, la pretensión indemnizatoria.

### Evolución histórica
Tradicionalmente, tanto en el Derecho Romano como en los Estados modernos (incluido el Estado español hasta el siglo XX), la responsabilidad patrimonial causada por la Administración dependía de la jurisdicción civil, siendo directamente responsables los funcionarios causantes del daño. En Francia, durante el Antiguo Régimen, debido a la interpretación rígida y literal del principio de separación de la Administración y los Tribunales, esta responsabilidad de los funcionarios se aplicó a rajatabla, extendiéndose incluso al siglo XX, ya que en 1904 se dictó una Ley que regulaba esta exigencia de responsabilidad patrimonial de los funcionarios públicos.
En España, con la Constitución republicana de 1931, se mantuvo esta línea de responsabilizar a los funcionarios públicos, si bien se empezó a aceptar la idea de responsabilidad subsidiaria de la Administración. Sin embargo, la primera Ley que reconoció específicamente el régimen específico de responsabilidad civil para la Administración local fue la Ley Municipal de 1935. Posteriormente, la Ley de Expropiación Forzosa de 1954 y el Texto Refundido en materia de Régimen Local de 1955 dieron pasos adelante en la depuración del sistema de responsabilidad de la Administración (estatal en un caso y local en el otro).
Pero no se consigue un régimen jurídico de la responsabilidad patrimonial de la Administración suficientemente garantista hasta 1978. Con la promulgación de la Constitución vigente, gracias al principio de responsabilidad de los poderes públicos (regulado en el artículo 9.3) y también al de reserva exclusiva de la competencia del Estado para la determinación del sistema de responsabilidad extracontractual de todas las Administraciones Públicas (regulado en el 149.1.18) se ofrece un marco constitucional adecuado para la delimitación de la responsabilidad de la Administración. El artículo 106.2 CE, definitivamente, consagra este principio, definiéndolo y remitiéndolo a posterior Ley: “los particulares, en los términos establecidos por la ley, tendrán derecho a ser indemnizados por toda lesión que sufran en cualquiera de sus bienes y derechos, salvo en los casos de fuerza mayor, siempre que la lesión sea consecuencia del funcionamiento de los servicios públicos”

## Responsabilidad por actos del poder ejecutivo
Hace referencia a la responsabilidad patrimonial de la administración derivada del funcionamiento normal o anormal de los servicios públicos.

### Regulación.
Este tipo de responsabilidad está regulada:
- En el artículo 106.2 CE:[2] “los particulares, en los términos establecidos por la ley, tendrán derecho a ser indemnizados por toda lesión que sufran en cualquiera de sus bienes y derechos, salvo en los casos de fuerza mayor, siempre que la lesión sea consecuencia del funcionamiento de los servicios públicos”.
- En la Ley 30/92[3] de Régimen Jurídico de las Administraciones Públicas y de Procedimiento Administrativo Común (artículos 139 y siguientes). Derogada por la Ley 39/2015, de 1 de octubre, del Procedimiento Administrativo Común de las Administraciones Públicas. Aunque existen flecos aun dando vueltas hasta 2020 por lo que en algunos temas aún continúan las dos normas, y sustituida por la Ley 40/2015, de 1 de octubre, de Régimen Jurídico del Sector Público. Ya que en su art. 32. Principios de la responsabilidad, viene a decir lo mismo:

1. Los particulares tendrán derecho a ser indemnizados por las Administraciones Públicas correspondientes, de toda lesión que sufran en cualquiera de sus bienes y derechos, siempre que la lesión sea consecuencia del funcionamiento normal o anormal de los servicios públicos salvo en los casos de fuerza mayor o de daños que el particular tenga el deber jurídico de soportar de acuerdo con la Ley.
- En el Real Decreto 429/93 (Reglamento de los procedimientos de las Administraciones Públicas en materia de responsabilidad patrimonial). Derogada por el número 2 de la disposición derogatoria única de la Ley 39/2015, de 1 de octubre, del Procedimiento Administrativo Común de las Administraciones Públicas.

### Características de la responsabilidad patrimonial de la Administración
La responsabilidad patrimonial de la Administración tiene las siguientes características:
- Es unitaria, afecta a todas las AAPP. Deriva de cualquier forma de actuación administrativa, independientemente del régimen jurídico a que se someta.
- Es directa; la responsabilidad patrimonial se exige y se imputa directamente a la Administración, tanto si el daño se ha causado de forma impersonal como si se ha causado por un agente de la Administración. La Administración dispone de una acción de regreso, sobre la base de la cual, ejercerá la correspondiente responsabilidad frente al funcionario. La excepción a esto ocurre cuando el daño causado por el funcionario sea consecuencia de una actividad delictiva; en este caso el perjudicado interpondrá la correspondiente acción penal y responsabilidad civil, sólo en caso de insolvencia responderá la Administración.
- Es objetiva, de modo que es ajena a los conceptos de culpa o negligencia: atiende solamente al hecho dañoso.

### Elementos objetivos de la responsabilidad
Los elementos objetivos de la responsabilidad de la Administración son el funcionamiento (normal o anormal) de las AAPP, la producción de un daño y la relación de causalidad.

#### Funcionamiento de los servicios públicos.
El funcionamiento de los servicios públicos es cualquier forma de actividad que realiza una AP en el ejercicio de su competencia; este funcionamiento puede ser normal o anormal.
Las actuaciones administrativas susceptibles de provocar daños son las siguientes:
- Producción de actos administrativos y de disposiciones reglamentarias.
- Actividad material de la Administración.
- Inactividad de la AP cuando está obligada a actuar.

Los criterios de imputación de la actividad dañosa se remiten a las características de la función administrativa que produce el daño.
La Ley 30/92 dice que el funcionamiento de las AAPP puede ser:
- Anormal, cuando se detecta en la actividad un elemento de culpabilidad o negligencia, sin ser necesaria la prueba, o cuando existe un ilícito o ilegalidad de la administración.
- Normal, cuando no hay culpa o ni negligencia; habrá responsabilidad siempre que se causa un daño que el perjudicado no está obligado a soportar. Se identifica esto con el caso fortuito: acontecimientos que se producen a lo largo de la actividad administrativa, previsibles, pero que no se han podido evitar.
- Fuerza mayor como causa de exclusión de la responsabilidad: según la Ley 30/92, no serán indemnizables los daños que se deriven de hechos o circunstancias que no se hubieran podido prever o evitar según el estado de los conocimientos de la ciencia y la técnica existentes en el momento de la producción del daño.

#### Producción del daño.
El daño debe ser, en primer lugar, antijurídico (artículo 141.1. de la Ley 30/92): se desplaza el concepto de culpa o negligencia, de forma que lo relevante para que haya responsabilidad es que el daño sea antijurídico (cuando el perjudicado no tiene obligación de soportarlo o cuando el riesgo causado por la utilización de un servicio ha superado los límites impuestos por los estándares de seguridad exigibles conforme a la conciencia social). La Administración no responde en casos de fuerza mayor.
En segundo lugar, el daño debe ser efectivo: real y actual. Esto incluye bienes patrimoniales y daños personales (lesiones corporales y morales).
En tercer lugar, el daño tiene que ser evaluable económicamente: ha de ser susceptible de ser reconocido en indemnización pecuniaria o dineraria. La indemnización tiene que dejar inmune al particular, y deberá reflejar el daño emergente y el lucro cesante. Para calcularla se tendrán que tener en cuenta los criterios de expropiación forzosa, legislación fiscal, valor de mercado y demás normas que resulten aplicables. El daño se ha de valorar desde el día en que se produjo la lesión. La Ley establece dos mecanismos correctores para actualizar el valor de la indemnización (artículo 141.2 de la Ley 30/92): actualización conforme al IPC y reconocimiento de los intereses desde el momento en que se efectuó la reclamación.
En cuarto y último lugar, el daño ha de ser individualizable: ha de identificarse la persona que ha sufrido el perjuicio. Esa individualización puede referirse tanto a personas concretas como a grupos de personas susceptibles de identificación (quedarán fuera los grupos indeterminados o indefinidos y los grupos cuyo elevado número hace imposible la reparación individualizada del daño).
Hay que tener en cuenta también lo que señala el artículo 141.1 de la Ley 30/92: “no serán indemnizables los daños que se deriven de hechos o circunstancias que no se hubiesen podido prever o evitar según el estado de los conocimientos de la ciencia o de la técnica existentes en el momento de producción de aquellos, todo ello sin perjuicio de las prestaciones asistenciales o económicas que las leyes puedan establecer para estos casos". Es decir, si un daño de carácter, por ejemplo, sanitario, no ha sido posible preverlo por el estado de la ciencia en ese momento (como es el caso de los enfermos de VIH-SIDA por transfusiones de sangre antes del descubrimiento del virus), no habrá responsabilidad administrativa pero sí se acudirá a la legislación sobre seguridad social.

#### Relación de causalidad.
Existen tres teorías sobre este asunto: en primer lugar, la teoría de la causalidad exclusiva: ésta sostiene que la Administración sólo responde cuando entre la acción o la omisión administrativa y el perjuicio causado existe una relación directa y exclusiva, de modo que si junto con la actividad de la administración ha habido otra causa ajena, la administración queda exonerada porque la causa ajena rompe el nexo causal.
En segundo lugar, la teoría de la equivalencia de las condiciones. Esta teoría postula que cuando hay varias causas que han podido producir un resultado dañoso, todas ellas tienen la misma relevancia y eso supone la obligación de indemnizar a cualquiera de los autores del hecho lesivo: surge un tipo de responsabilidad solidaria.
En tercer lugar, la teoría de la causalidad adecuada, que es la que se aplica hoy en día: admite la concurrencia de otras causas productoras del daño que no rompen el nexo causal, de modo que junto con la actuación de la administración puede haber otras causas que desencadenen el hecho lesivo y ello no rompe por sí solo el mencionado nexo. Según esta teoría, se ha de intentar aislar o identificar la causa próxima, idónea, adecuada o eficiente del daño. Esta causa adecuada no tiene por qué ser ni una causa exclusiva ni una causa directa. Para determinar la existencia de una causa adecuada, la jurisprudencia se fija en si era de esperar la concurrencia del daño en el curso normal de los acontecimientos: para que exista una causa adecuada hace falta que el evento lesivo sea la consecuencia natural de un acto o de un hecho imputable a la Administración. (A este respecto, SSTS de 5 de diciembre de 1995, 28 de octubre de 1998 y 28 de noviembre de 1988). Cualquier acontecimiento lesivo surge normalmente de un conjunto de hechos, de los que hay que apreciar en cada caso concreto cuáles han tenido relevancia para la producción del resultado lesivo. En caso de concurso de causas, se genera un problema de prueba, en función del cual se moderará la responsabilidad de las personas implicadas. La intervención de un tercero o una concurrencia de causas imputables a la Administración y a otra persona ajena e incluso la conducta ilícita del propio perjudicado no excluyen necesariamente la responsabilidad de la Administración. Sin embargo, ésta no responderá en caso de dolo o negligencia grave por parte de la víctima. En caso de intervención de un tercero difícilmente identificable, no se excluye la obligación de la Administración de indemnizar totalmente. (Sobre esto, SSTS de 7 de noviembre de 1994, 24 de septiembre de 2001, 3 de diciembre de 2001 y 3 de mayo de 2004).

### Elementos subjetivos de la responsabilidad.
Los elementos subjetivos de la responsabilidad patrimonial de la Administración son el perjudicado y el autor del daño.
La figura del perjudicado se encuentra regulada en el artículo 106 CE y en el artículo 139 de la Ley 30/92. Los perjudicados, según esta legislación, son los particulares, personas físicas y jurídicas, que han sufrido un daño por parte de una AP. La jurisprudencia, sin embargo, amplía el concepto de perjudicado y admite como tal a otra AP.
Respecto al autor del daño, se debe decir que los daños pueden ser personales o impersonales; se dará el primer caso cuando se puedan atribuir a una persona física y el segundo cuando esto no se pueda hacer. Habrá, aquí, una responsabilidad directa de las AAPP: la acción de la responsabilidad se deduce directamente contra la AP y será ésta quien responda económicamente de los daños ocasionados.
Si los daños son ocasionados por autoridades, funcionarios y personal al servicio de la Administración, la AP dispone de una acción de regreso contra los agentes públicos que hayan actuado con culpa o negligencia. Hay una excepción a este principio, que se da cuando la actuación del agente o funcionario sea constitutiva de delito. En este caso, el sujeto perjudicado puede interponer la acción penal correspondiente y la responsabilidad civil, y sólo en casos de insolvencia responderá la AP de manera subsidiaria. Se excluirá de responsabilidad administrativa a la Administración cuando los daños procedan de los colaboradores externos (aquellas personas físicas o jurídicas que realizan una determinada actuación sobre la base de un contrato con la Administración), si el daño se deriva de la ejecución, por parte del contratista, de una orden directa e inmediata de la AP, y si el daño deriva de vicios del proyecto elaborado por ella.
La responsabilidad concurrente de las AAPP se da en el caso en que el daño causado es imputable a dos o más Administraciones Públicas. Este tipo de responsabilidad se da, generalmente, en procedimientos administrativos de carácter bifásico. La Ley 30/92 establece fórmulas de cooperación y coordinación de AAPP, como por ejemplo:
- Adopción de actos administrativos.
- Adopción de una resolución de un órgano mixto.
- Ejecución de una norma o plan de otra AP.
- Ejercicio de competencias delegadas.
- Ejercicio de facultades de control de una AP sobre otra.

### imputabilidad de las Administraciones Públicas
El artículo 140 de la Ley 30/92 regula la imputabilidad de las AAPP, en los siguientes casos:
- Supuestos en que las AAPP actúan bajo fórmulas conjuntas de actuación, recogidas previamente en un instrumento jurídico. La responsabilidad será solidaria entre las AAPP, a no ser que ese instrumento jurídico establezca otra cosa, en cuyo caso se estará a lo dispuesto por éste.
- Supuestos en los que no hay fórmulas conjuntas de actuario. La responsabilidad se distribuirá atendiendo a los criterios de competencia, interés público tutelado e intervención en el asunto concreto. Sólo en el supuesto de que estos criterios no se pudieran distribuir la responsabilidad, ésta se aplicará de manera solidaria subsidiariamente.

### Procedimiento administrativo para la reclamación.
Los administrados no pueden reclamar la responsabilidad de la AP acudiendo a los tribunales, sino que deben solicitar previamente la indemnización correspondiente a la propia AP a través del procedimiento establecido legalmente, “reclamación en vía administrativa”. Solamente en el suceso en que la AP deniegue la indemnización o ésta no se adapte a lo previsto, se acudirá a la vía “contencioso-administrativa”. El administrado tendrá un año de plazo para ejercitar la acción administrativa (artículo 142 Ley 30/92). Se podrá reclamar por el procedimiento ordinario o por el procedimiento abreviado.
Para realizar una reclamación por vía administrativa, el plazo comienza:
- En la fecha en que se produjo el hecho o el acto que motiva la indemnización, en caso de simultaneidad entre la actuación de la Administración y el resultado lesivo.
- Cuando se pone de manifiesto el efecto lesivo, en caso de no haber simultaneidad.
- Cuando se produzca la curación del daño o se determine el alcance de las secuelas, cuando se trate de daños físicos o psíquicos.
- Cuando se dicta sentencia definitiva, cuando la lesión se debe a la aprobación, por parte de la Administración, de un acto administrativo o un reglamento que luego es declarado nulo o anulable.

#### Procedimiento general.
El procedimiento general tiene las siguientes características:
- Iniciación de oficio o a instancia de parte.
- Instrucción o formación de la voluntad del órgano decisorio. Ésta consta de varios trámites:

1. Proposición y práctica de la prueba.
2. Informe que la Administración pide al servicio administrativo o al personal de la Administración que tiene constancia de la actividad que ha ocasionado el daño.
3. Audiencia al interesado, 15 días antes de la propuesta de resolución.
4. Dictamen del órgano consultivo.

- Terminación normal (cuando hay resolución administrativa expresa que pone fin al procedimiento, y que podrá ser estimatoria, desestimatoria, estimación parcial o convencional) o anormal (cuando la Administración no se pronuncia).

#### Procedimiento abreviado.
El procedimiento abreviado supone una simplificación de los trámites. Se utiliza en los supuestos en los que hay una clara relación de causalidad entre la lesión y el daño causado, y también está clara la valoración del daño y el cálculo de la cuantía de la indemnización. Comienza como el procedimiento ordinario y es necesaria la audiencia y el dictamen del órgano consultivo. Las excepciones a la agotación de la vía administrativa son las siguientes:
- Cuando se impugnan actos administrativos: en este caso se pueden presentar, junto con la pretensión de anulación, el reconocimiento de la indemnización procedente por los daños y perjuicios que se hayan podido producir por la utilización de ese acto.
- Cuando la actuación jurisdiccional tiene por objeto poner fin a la vía de hecho de la Administración.

El orden jurisdiccional competente para conocer de las reclamaciones de responsabilidad patrimonial que se deduzcan contra la Administración, una vez agotada la vía administrativa, será siempre el orden contencioso-administrativo, y ello con independencia de que la Administración haya actuado con sometimiento al Derecho Administrativo o al Derecho ligado. Ello comporta la unificación del régimen jurídico de responsabilidad patrimonial de las AAPP bajo las reglas del Derecho Administrativo.

## Responsabilidad por actos del poder legislativo
Artículo 139.3 de la Ley 30/92: “las AAPP indemnizarán a los particulares por la aplicación de actos legislativos de naturaleza no expropiatoria de derechos y que estos no tengan el deber jurídico de soportar, cuando así se establezca en los propios actos legislativos y en los términos que especifiquen dichos actos”.
Se reconoce la responsabilidad patrimonial de las Administraciones Públicas como consecuencia de la aplicación de actos legislativos: aunque el daño no esté previsto por la Ley, la Administración Pública responderá. La aplicación del acto administrativo debe causar un daño, sacrificio o lesión que los perjudicados no tengan el deber jurídico de soportar. Deberá, además, dañar derechos y no meras expectativas de derechos.

## Responsabilidad por actos del poder judicial
Según los artículos 139.4 de la Ley 30/92 y el 121 CE, dos tipos de actuaciones dan lugar a la responsabilidad:
- El error judicial, que supone la existencia de la resolución judicial firme que es injusta o equivocada, viciada de un error patente y que incluso ha provocado conclusiones fácticas o jurídicas que son ilógicas o irracionales. Es siempre imputable al juez o magistrado, que en su actuación ha incurrido en error que se plasma en Sentencia. La petición de responsabilidad debe ir precedida por la resolución del tribunal, que declare la existencia del error, y para obtener esto es preciso haber agotado todas las vías. Con esa petición ya se puede plantear una petición de responsabilidad ante el Ministerio de Justicia.
- El funcionamiento anormal de la Administración de Justicia: defectos en la actuación de los juzgados y tribunales (entendidos como un complejo orgánico en el que se integran diversas personas, servicios, medios y actividades). El daño puede haber sido causado por todas las personas que intervienen en la tramitación del procedimiento. No hace falta que se declare nada; la reclamación se planteará directamente ante el Ministerio de Justicia.

El último caso de reclamación de responsabilidad de la Administración es el de prisión preventiva improcedente; en este caso se pueden dar dos supuestos:
- Cuando se demuestra la inexistencia del hecho imputado.
- Cuando se demuestra la no participación del sujeto en los hechos delictivos.